# Finska mästerskapet i bandy 1969
Finska mästerskapet i bandy 1969 innebar sista gången som enkelserie tillämpades. Veitsiluodon Vastus vann mästerskapet. MP:s Pentti Toivola vann skytteligan med 15 mål.

## Mästerskapsserien

### Slutställning
| Lag                   | Spelade | Vinster | Oavgjorda | Förluster | Målskillnad | Poäng |
| --------------------- | ------- | ------- | --------- | --------- | ----------- | ----- |
| Veitsiluodon Vastus   | 9       | 7       | 1         | 1         | 33–16       | 15    |
| Mikkelin Palloilijat  | 9       | 7       | 0         | 2         | 42–26       | 14    |
| Warkauden Pallo -35   | 9       | 5       | 1         | 3         | 41–19       | 11    |
| OLS                   | 9       | 5       | 1         | 3         | 46–27       | 11    |
| Lappeenrannan Pallo   | 9       | 5       | 1         | 3         | 46–43       | 11    |
| OPS                   | 9       | 4       | 1         | 4         | 43–33       | 9     |
| Vaasa -67             | 9       | 4       | 0         | 5         | 22–33       | 8     |
| IFK Helsingfors       | 9       | 3       | 1         | 5         | 27–42       | 7     |
| Borgå Akilles         | 9       | 2       | 0         | 7         | 25–40       | 4     |
| Imatran Pallo-Salamat | 9       | 0       | 0         | 9         | 16–62       | 0     |

Akilles och PaSa åkte ur serien. Ersättare blev Käpylän Urheilu-Veikot och Joensuun Maila-Pojat.

## Finska mästarna
Vastus: Seppo Jolkkonen, Eino Silvekoski, Erkki Karvo, Esko Talma, Juha Eklund, Matti Räsänen, Pentti Karvo, Pekka Ryhänen, Pertti Tammilehto, Juhani Myllyoja, Asko Eskola, Eino Keinänen, Risto Tammilehto, Kaarlo Henttinen.

### Fotnoter
1. ↑  finbandy.fi